# Gendarmeria Gran Ducal

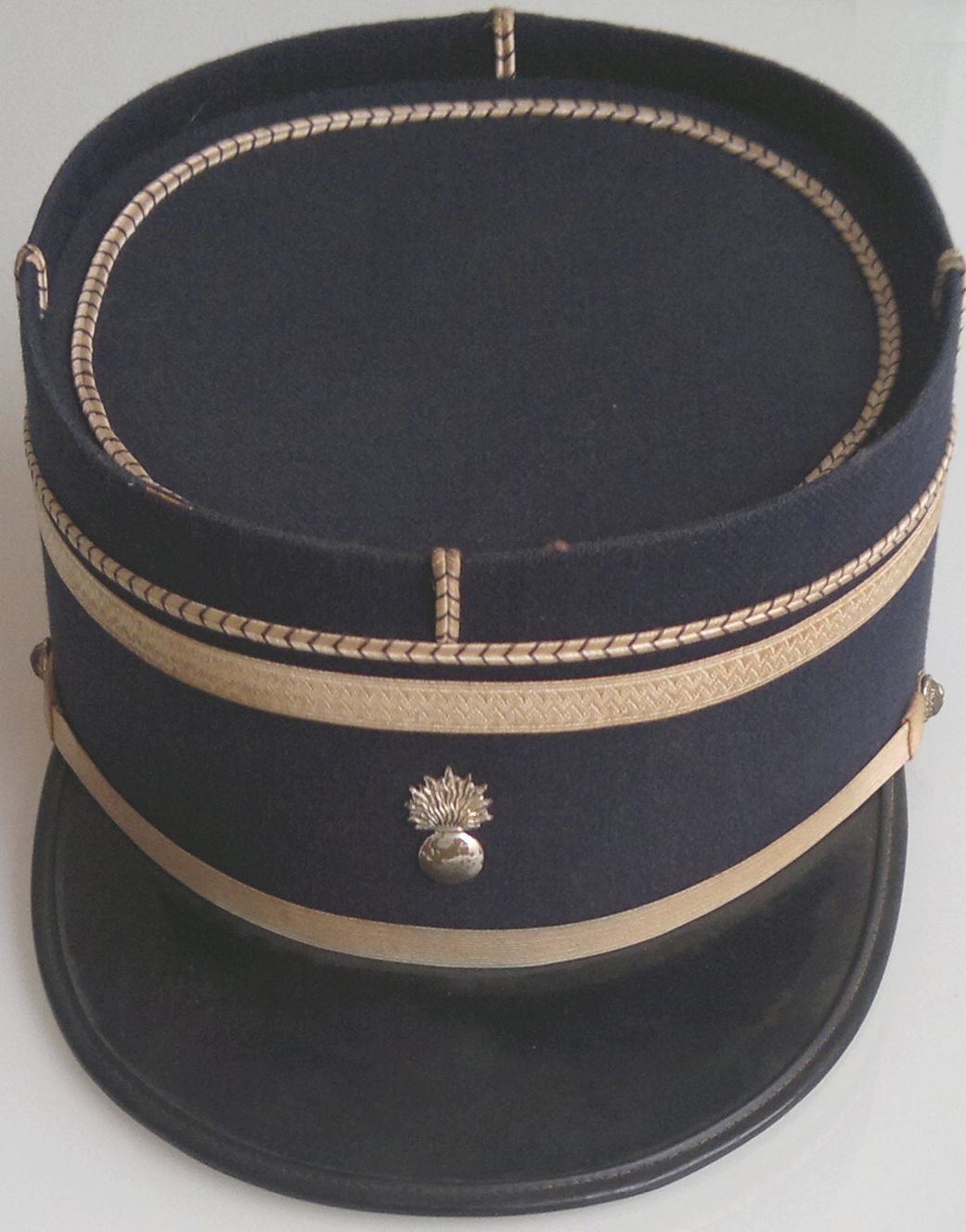
Quepis de la Gendarmeria del Gran Ducat de Luxemburg.1929.

La Gendarmeria Gran Ducal va ser la força de la gendarmeria del Gran Ducat de Luxemburg. Creada el 3 de febrer de 1733 i fusionada amb la policia l'1 de gener del 2000. Va deixar d'existir i va prendre el nom conjunt de Policia Gran Ducal.

## Història

### Formació
La Gendarmeria Gran Ducal es va formar el 3 de febrer de 1733 «per lluitar contra la plaga de ganduls i vagabunds». Luxemburg es va incorporar a França com el departament francès de Forêts entre 1795 a 1813 i es va aplicar la llei del «28 Germinal,any VI» sistema de la Gendarmeria Nacional Francesa, estant la base de la gendarmeria luxeburguesa. El 1805, el nom de la Gendarmeria Nacional va ser canviat a Gendarmeria Imperial.
Transitòriament, després de la derrota de Napoleó a Leipzig el 1813, Luxemburg va esdevenir part d'una província administrada per Prússia. La gendarmeria per una ordenança del 18 de febrer 1814 va ser substituïda per una milícia governamental, amb 3 oficials i 106 soldats.
Des de 1815 fins a 1830, Luxemburg va ser governat pel rei dels Països Baixos, igual que Bèlgica. La llei de 1814, amb la creació d'un Cos de Gendarmeria a Bèlgica basat en el model de la gendarmeria francesa, es va estendre també a Luxemburg. Després de la Revolució belga a l'octubre de 1830, Luxemburg es va dividir en dues parts: la part més gran va formar la província belga de Luxemburg; l'altra va esdevenir l'actual Gran Ducat de Luxemburg, sent governat pels Països Baixos. Fins a 1839, va ser controlada per la policia neerlandesa.
Un decret del Gran Ducat Reial de 25 d'agost 1863 va canviar el nom Königlich Grossherzogliche Kompagnie Gendarmeria. El 1940, durant l'ocupació alemanya, la gendarmeria va ser dissolta i els seus membres van ser integrats en el servei de la policia alemanya i desplegats als països ocupats d'Europa de l'Est.
La Llei de 23 de juliol 1952 va constituir les bases legals de la gendarmeria moderna que va entrar a formar part de la força pública, així com de l'exèrcit i la policia.
La gendarmeria es va fusionar a la Policia Gran Ducal l'1 de gener del 2000.

## Actual
La gendarmeria es va col·locar sota la supervisió del Ministeri de l'Interior de Luxemburg per a tots els assumptes relacionats amb la seva organització, administració, entrenament i disciplina. I sota el mandat del Ministre de Justícia de tots els assumptes relacionats amb el manteniment de la llei i l'ordre i l'exercici de recerca criminal.